# Chumpol Silpa-archa
Chumpol Silpa-archa (tiếng Thái: ชุมพล ศิลปอาชา; sinh ngày 06 tháng 6 năm 1940 - mất ngày 21 tháng 1 năm 2013) là phó thủ tướng Thái Lan kiêm Bộ trưởng Du lịch và Thể thao Thái Lan.

## Tiểu sử
Chumpol Silpa-archa là em trai của cựu Thủ tướng Banharn Silpa-archa hiện là trưởng ban cố vấn của Đảng Chart Thai Pattana, ông tham gia hoạt động chính trị và đã phấn đấu trở thành lãnh đạo của đảng Chartthai Pattana một thành viên trong liên minh cầm quyền của Thủ tướng Yingluck Shinawatra.
Ông giữ chức Bộ trưởng Du lịch và Giao thông Thái Lan từ thời chính phủ của Thủ tướng Abhisit Vejjajiva và ông là người duy nhất được chính phủ của bà Yingluck Shinawatra trọng dụng. Ông được đề bạt lên chức phó thủ tướng sau khi chính phủ Thái Lan cải tổ nội các năm 2012.

## Cái chết
Ngày 21 tháng 1 năm 2013, Chumpol Silpa-archa đột ngột qua đời tại một bệnh viện ở Bangkok với nguyên nhân là do bị nhồi máu cơ tim và từ trần hưởng thọ 72 tuổi. Trước khi ông chết khoảng một tuần, anh trai của ông, cho biết sức khỏe của ông vẫn ổn định, có thể giao tiếp bằng ánh mắt và cử động ngón tay.